# Тигіль (село)
Тигі́ль (рос. Тигиль) — село в Камчатському краї, центр Тигільського району, за 706 км на північний захід від Петропавловська-Камчатського та 50 км на схід від морського узбережжя. До 1 липня 2007 року перебувало в складі Коряцького автономного округу Камчатської області.
Населення села становить 1960 осіб (2009), з них майже 0,5 тис. — представники корінних народів.

## Історія
Село Тигіль засноване 1747 року. У книзі С. П. Крашениннікова в розділі «Про річку Тигіль» розповідається про старий Шипин острог. У 1747 році острог був укріплений, заселений росіянами й став називатись Тигільська фортеця. Вона розташовувалась на правому березі річки Тигіль, мала площу 2,5 км². Тут були казарма, місце збору, комора та церква.
У 1780 році Тигіль отримав статус міста. У 1783—1986 роках був центром Акланського повіту. У 1760-х роках тут побував капітан В. І. Шмалєв, дослідник Камчатки, в 1810 році — мореплавець В. М. Головнін, в 1820-х роках — П. К. Кузміщев, фольклорист та дослідник флори Камчатки. З 1926 року село є центром Тигільського району.

## Населення
| 1939  | 1959  | 1970  | 1979  | 1989  | 2002  | 2007  |
| ----- | ----- | ----- | ----- | ----- | ----- | ----- |
| 879   | ↗1473 | ↗2351 | ↗3030 | ↗3233 | ↘2132 | ↘1960 |
| 2010  | 2012  | 2013  | 2014  | 2015  | 2016  | 2017  |
| ↘1691 | ↘1673 | ↘1665 | ↘1664 | ↘1587 | ↘1571 | ↘1518 |
| 2018  |       |       |       |       |       |       |
| ↘1449 |       |       |       |       |       |       |

## Фото
- Місцевий краєвид-1
- Місцевий краєвид-2
- Місцевий краєвид-3
- Панорама села
- Житловий масив
- Вид на сопку Хазалана

| Росія | Це незавершена стаття з географії Росії. Ви можете допомогти проєкту, виправивши або дописавши її. |